# Bandeira da República Centro-Africana
A bandeira da República Centro-Africana, adotada em 1 de dezembro de 1958, consiste em quatro faixas horizontais de mesma altura nas cores azul, branca, verde e amarela da parte superior para a inferior. Na faixa azul superior há uma estrela amarela. As faixas são sobrepostas por outra de igual espessura, só que disposta verticalmente no centro da bandeira.
A bandeira foi desenhada por Barthélemy Boganda, o primeiro presidente do território autônomo de Oubangui-Chari, que acreditava que a França e a África "deveriam caminhar juntos". 

## Simbologia
As cores da bandeira são a combinação das cores da bandeira da França (azul, branco e vermelho) e das cores Pan Africanas, baseadas nas cores da bandeira da Etiópia (vermelho, amarelo e verde). Esta combinação simboliza o respeito e amizade entre europeus e africanos.
A estrela simboliza a indepêndêcia.